# Vilvenich

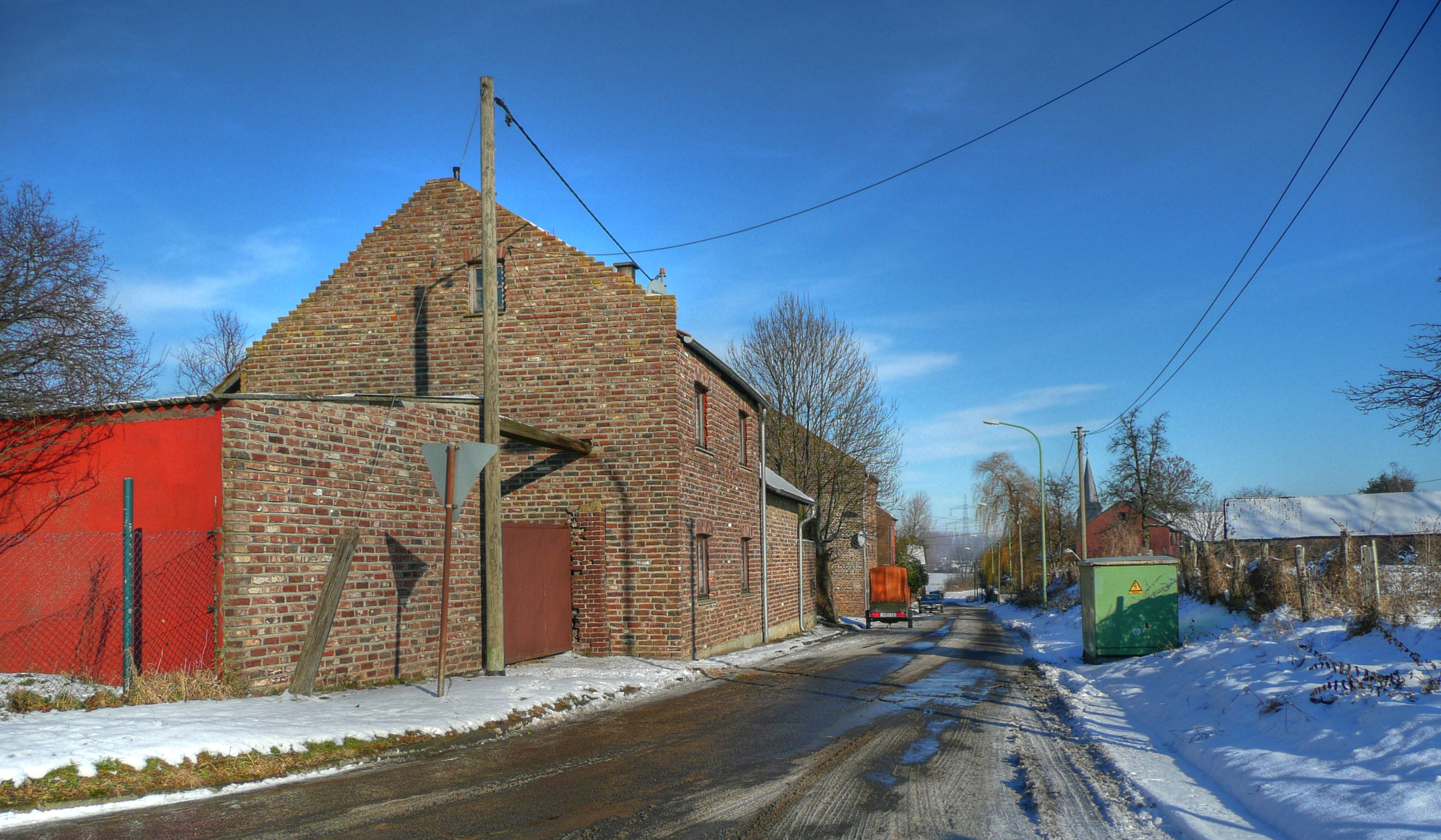
Vilvenich 2009

Vilvenich war eine Siedlung, die zu Pier in der Gemeinde Inden im Kreis Düren, Nordrhein-Westfalen, gehörte.

## Allgemeines
Vilvenich lag zwischen Düren und Jülich, gerade noch innerhalb des Braunkohlen-Tagebaues Inden. Die Häuser der bäuerlich geprägten Ortschaft standen an einer Straße, die von der römischen Landstraße zwischen Merken und Pier rechtwinklig nach Nordosten abzweigt. Das größte Gebäude war der im 18. Jahrhundert neu erbaute Zehnthof, zu dem die Helena-Kapelle gehörte. Der Gutshof besaß historische Beziehungen zum nahe gelegenen Dorf Pier, in dem die Stiftskirchen von Düsseldorf-Gerresheim und St. Ursula in Köln Besitzungen hatten.
Im Sommer des Jahres 2015 wurden alle Gebäude abgerissen, 2017/2018 wurde die Ortslage vom Braunkohlentagebau Inden abgebaggert.

## Helena-Kapelle

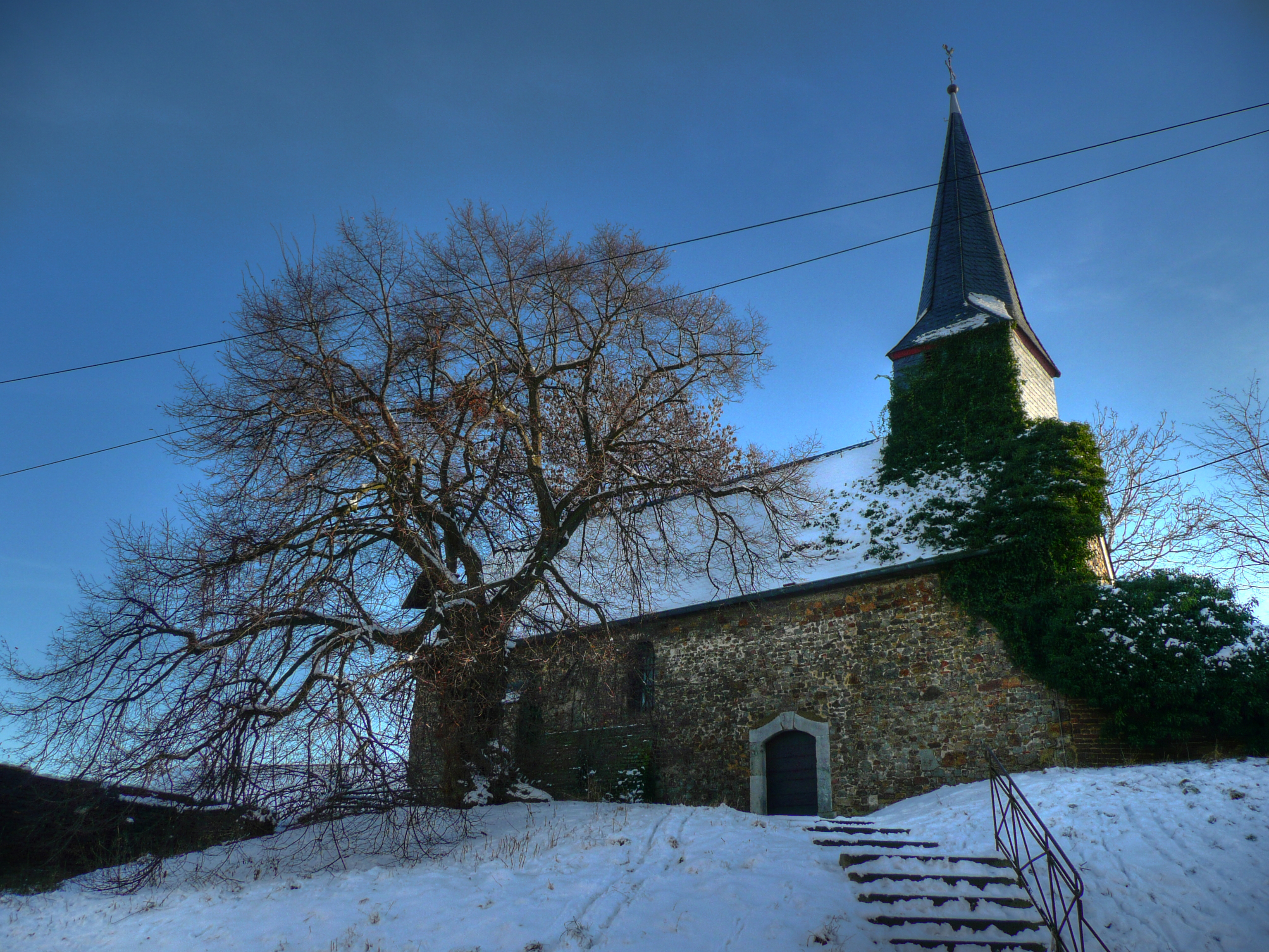
Helena-Kapelle

Die Kapelle war das älteste und bedeutendste Bauwerk, das dem Braunkohlen-Tagebau Inden zum Opfer fiel. St. Helena in Vilvenich wurde erstmals im 14. Jahrhundert schriftlich erwähnt, sie war jedoch älter. Die Saalkirche mit eingezogenem rechteckigen Chor und Dachreiter wurde auf das 12.–13. Jahrhundert datiert. Bei Ausgrabungen wurde herausgefunden, dass das Gräberfeld bereits zur Merowingerzeit entstand. Außerdem wurden Hinweise auf eine frühe Holzkirche aus dem 10. Jahrhundert gefunden. An der Straßen- und an der Chorseite wies sie vermauerte kleine Rundbogenfenster auf, an der Hofseite waren dagegen vermauerte Öffnungen mit ungewöhnlichen geknickten Stürzen zu erkennen. Als Baumaterial dienten Bruchsteine und sekundär verwendetes römisches Material, darunter auch Hypokaustenziegel und mindestens ein Matronenweihestein (siehe Matronenstein von Vilvenich). Mit rund zwei Dutzend ablesbaren Veränderungen war St. Helena das sehr authentische Beispiel eines einfachen romanischen Sakralbaues. Bei vielen anderen romanischen Kirchen im Rheinland haben Modernisierungen, Restaurierungen, Kriegszerstörung und Wiederaufbau solche Spuren der Baugeschichte getilgt oder überdeckt.

### Rettungsversuche
Mit der weltweit beachteten erfolgreichen Umsetzung der romanischen Emmauskirche von Heuersdorf in Sachsen aus einem Tagebaugebiet begann auch im Fall Vilvenich eine öffentliche Diskussion über eine Erhaltung des historisch bedeutenden Bauwerks. Die Heuersdorfer Kirche war hinsichtlich Bauart, Größe, Alter und historischer Bedeutung mit der Vilvenicher Kirche zu vergleichen. Geeignete Umsiedlungsstandorte wären in der näheren Umgebung und in der Region zu finden gewesen. In Sachsen wurde bewiesen, dass die Translozierung einer kompletten Kirche technisch und finanziell machbar ist. Andere Beispiele für versetzte Kirchen finden sich etwa im belgischen Freilichtmuseum Bokrijk. Während es sich im ersten Fall um den exakten Wiederaufbau einer romanischen Dorfkirche nach vorheriger Dokumentation handelt, wurde in der damaligen ČSSR die viel größere gotische Kirche aus Most (dt. Brüx) auf Schienen gesetzt und aus einem Tagebaugebiet gefahren.
Am 24. Juni 2010 wurde die Helena-Kapelle jedoch abgerissen. In Absprache mit der Bauleitung konnten vorher Steine markiert werden, die zu historischen Baubefunden gehörten. Sie sollen eingelagert werden, um gegebenenfalls bei einer Neuverwendung des Steinmaterials wieder eingebaut zu werden.

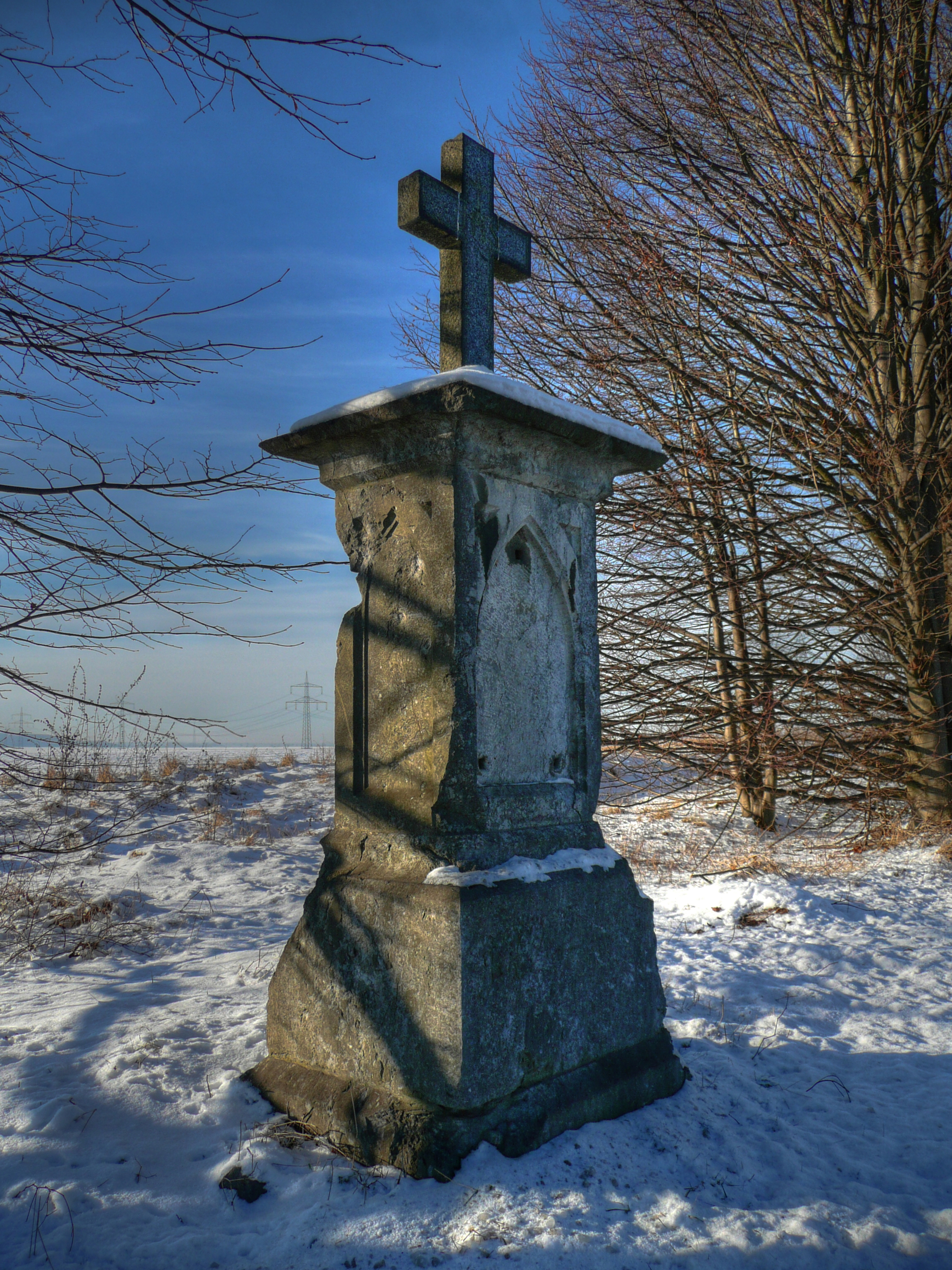
Feldkreuz
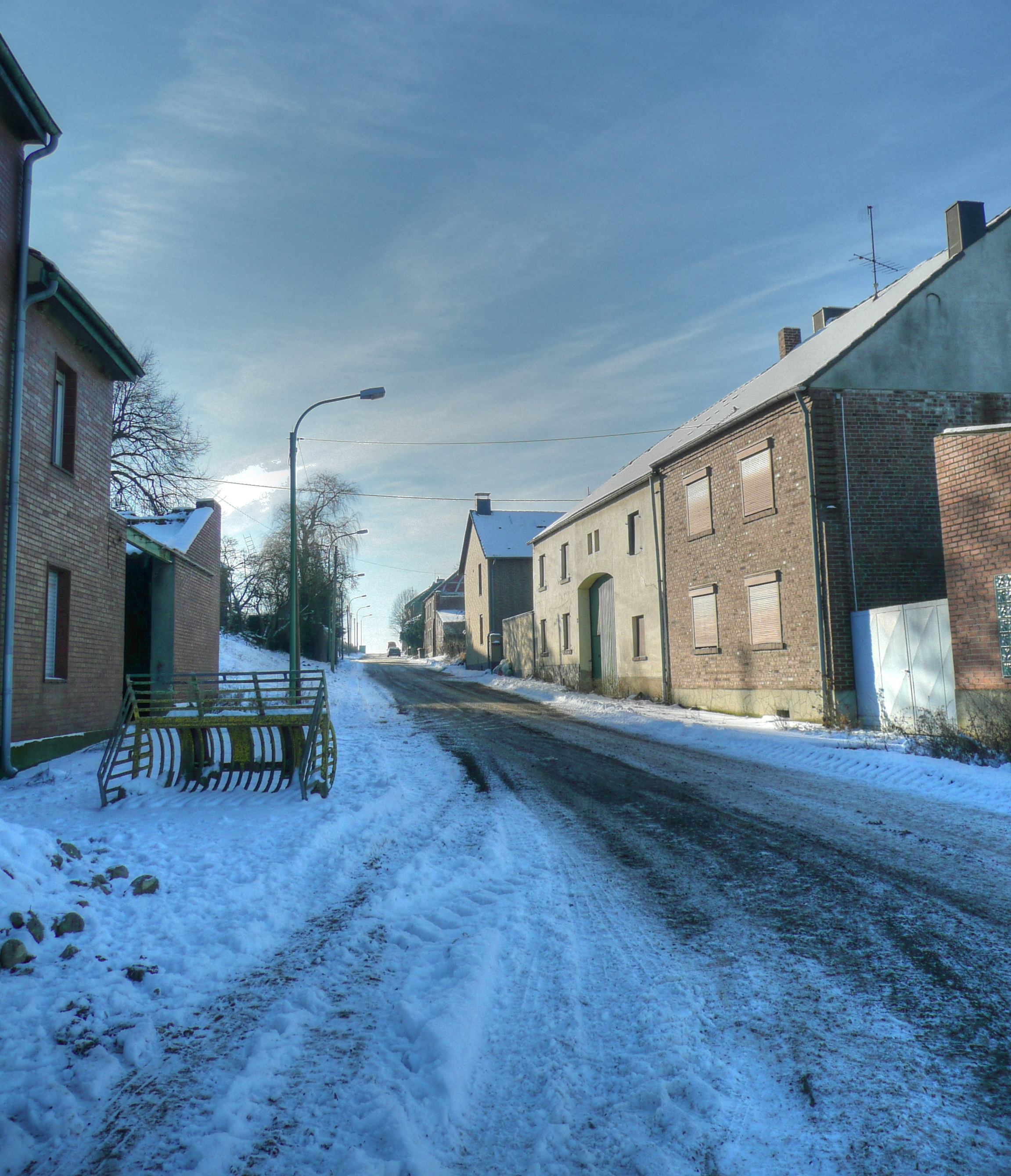
Vilvenich
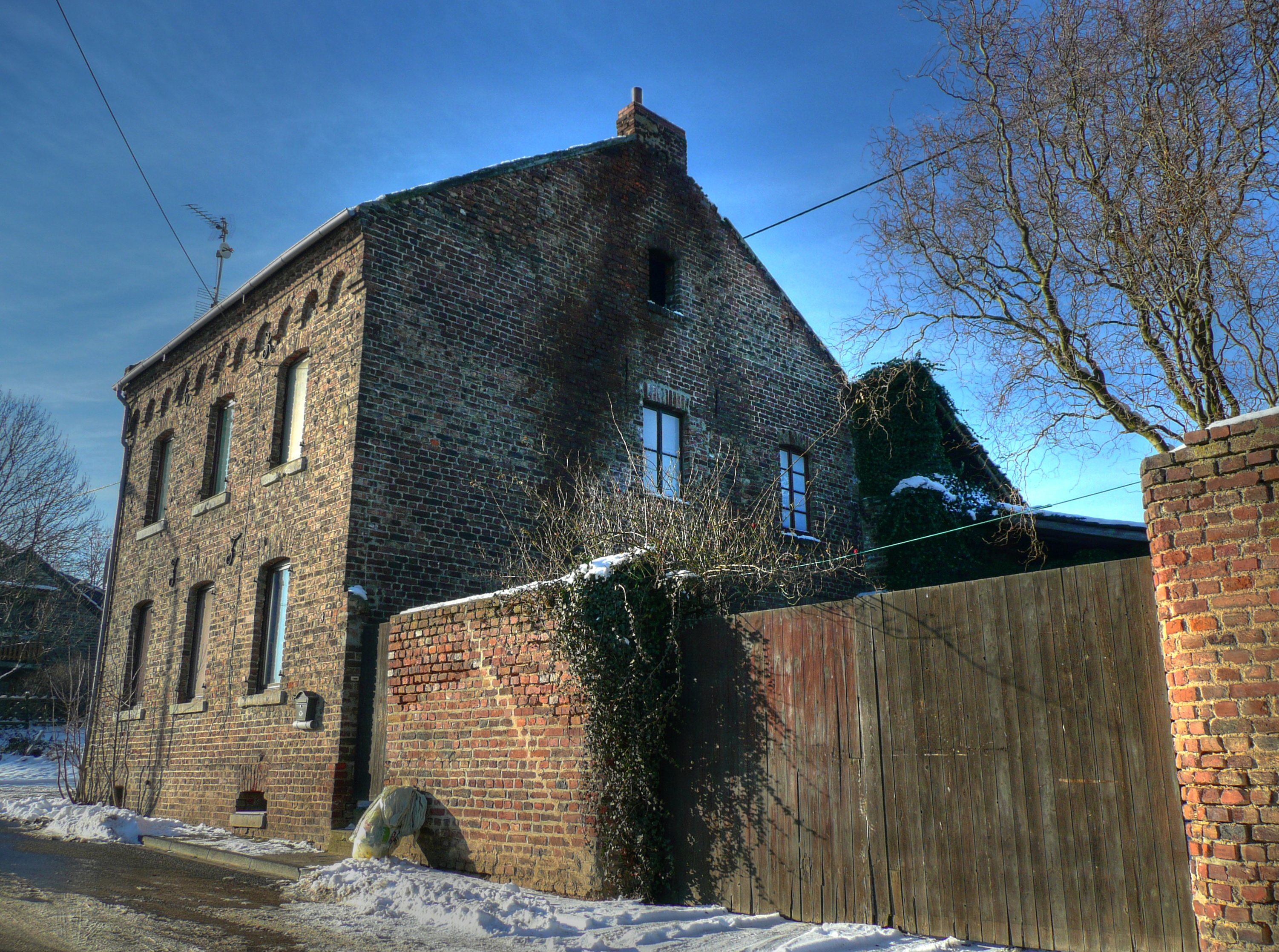
Gehöft in Vilvenich
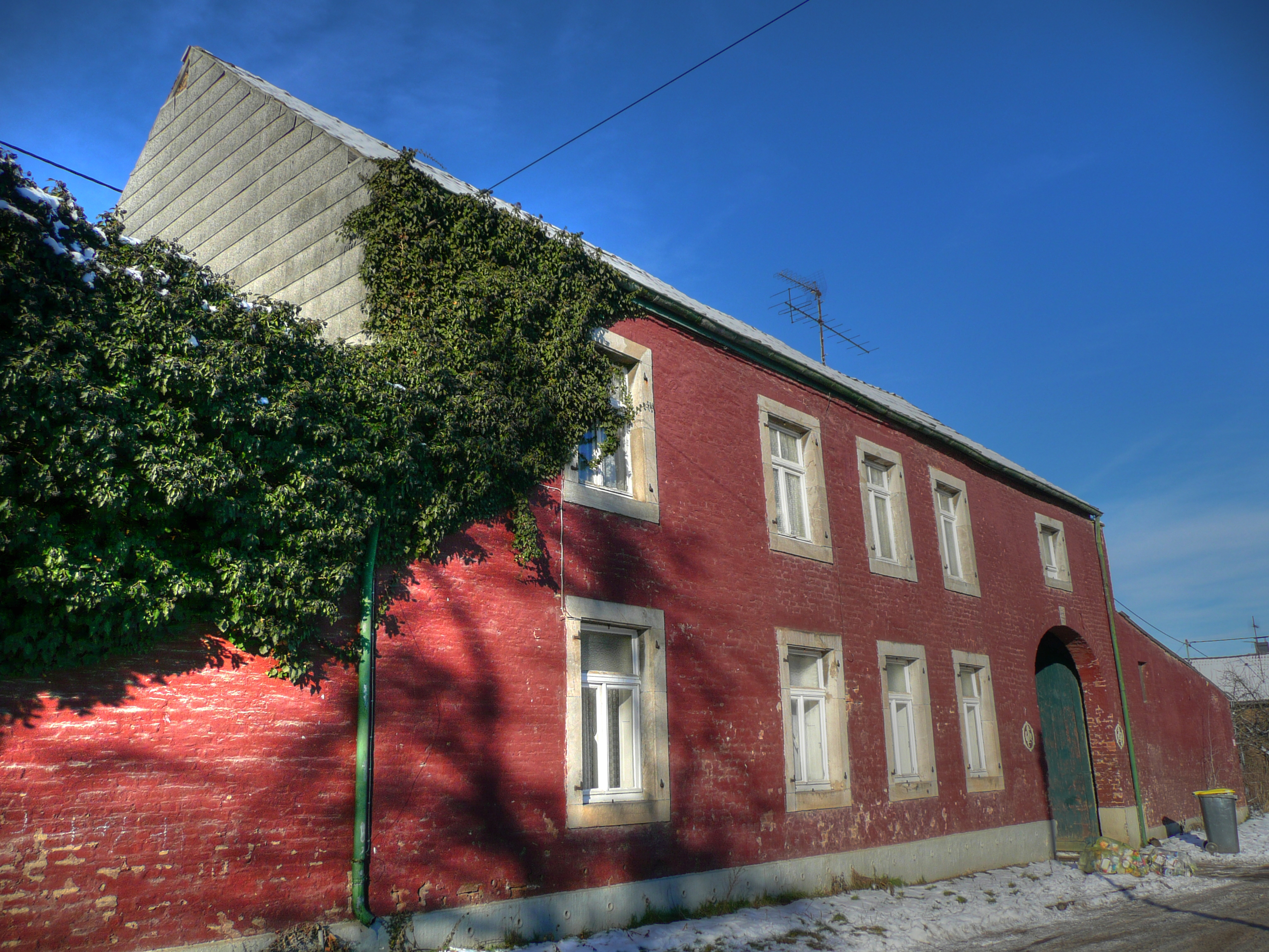
Gehöft in Vilvenich
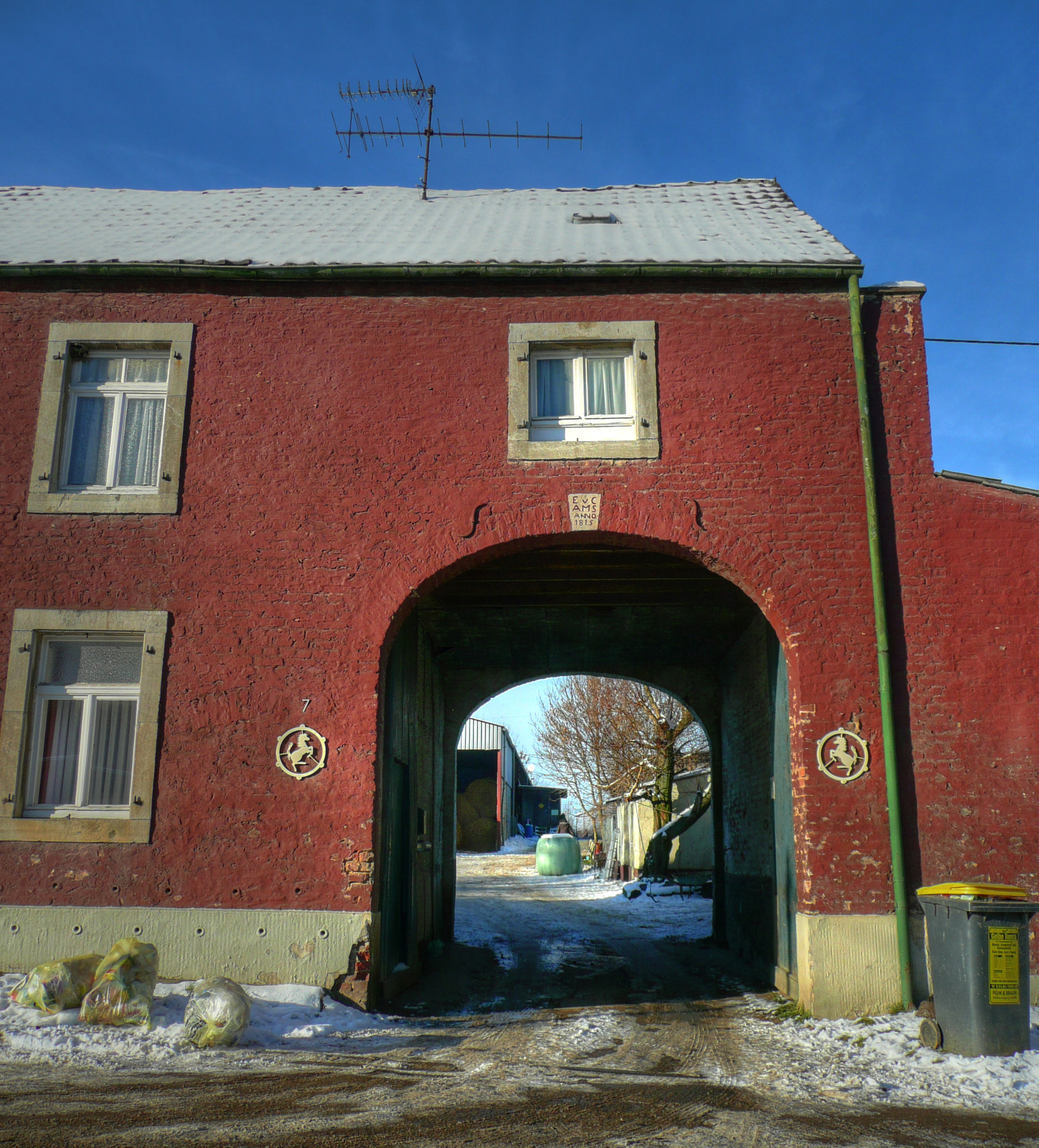
Toreinfahrt in Vilvenich (1815)